# 克羅普西鎮區 (伊利諾伊州麥克萊恩縣)
克羅普西鎮區（英語：Cropsey Township）是位於美國伊利諾伊州麥克萊恩縣的一個行政鎮區。

## 地方資料
根據2010年美國人口普查的數據，克羅普西鎮區的面積為47.00平方千米，當中陸地面積為47.00平方千米，而水域面積為0.20平方千米。當地共有人口219人，而人口密度為每平方千米4.66人。